# E40 (Ecuador)

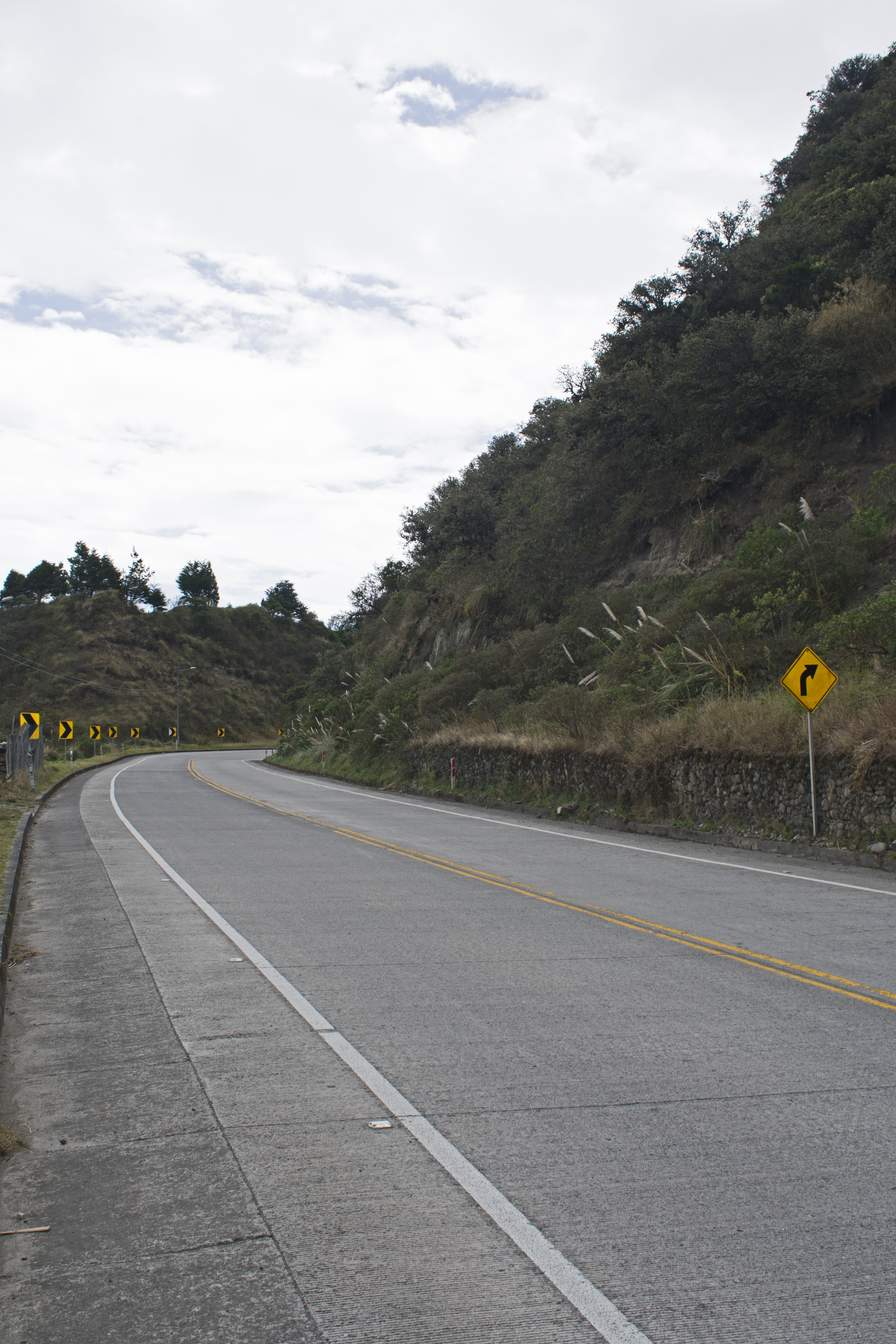
E40 südöstlich von Suscal

Die E40 oder Transversal Austral ist eine Straße in Ecuador. Die Straße ist eine Ost-West-Route durch den Süden des Landes, von Salinas über Guayaquil nach San José de Morona nahe der Grenze zu Peru. Die E40 ist 649 Kilometer lang.

## Straßenbeschreibung
Die E40 beginnt in der Küstenstadt Salinas, auf einer Halbinsel im Pazifik. Der Weg führt nach Osten und überquert in Santa Elena die E15. Dies ist eine Metropolregion, und die E40 hat hier 2 × 2 Fahrspuren. Die gesamte Strecke in die Großstadt Guayaquil ist eine 2 × 2-Autobahn, aber nicht so ausgebaut. Die E40 führt durch die Stadt Guayaquil, offiziell funktioniert die E40 als Ringstraße mit 2 × 3 Spuren um die Nordseite der Stadt. Eine Brücke mit 2 × 5 Spuren führt dabei über den Río Daule. Im Anschluss führt die Straße nach Süden durch La Puntilla und kreuzt den Río Babahoyo. Eine Brücke mit 2 × 4 Fahrspuren überquert den Fluss nach Durán. Danach weist die Fernstraße wieder 2 × 2 Fahrstreifen auf und kreuzt die E25.
Östlich von Guayaquil steigt die E40 von der Küstenebene in die Anden auf rund 3.500 Meter Höhe. Nördlich der Stadt Cuenca ist eine doppelte Nummerierung mit der E35. Nach Cuenca führt die E40 nach Osten und dann in die Berge östlich der Hauptbergkette. Die Straße endet im Amazonas-Dschungel in Puerto Morona nahe der Grenze zu Peru. Es gibt keinen Grenzübergang, die E40 endet vor der Grenze.

## Geschichte
Das E40 ist eine der Hauptstraßen von Ecuador und ist auch eine der wenigen, die über einen größeren Abschnitt erweitert wird, so hat sie im westlichen Teil der Anden mindestens 2 × 2 Fahrstreifen, mit bis zu 2 × 5 Fahrspuren in Guayaquil. Um 2004 wurde die Strecke von Santa Elena nach Guayaquil auf 2 × 2 Fahrspuren ausgebaut. Der östliche Teil des Rings von Guayaquil wurde um 2006 für den Verkehr freigegeben. Am 5. Mai 2006 wurde die Puente de la Unidad Nacional auf über den Río Daule verdoppelt und stieg von 2 × 2 auf 2 × 5 Fahrspuren an. Diese Brücke wurde ursprünglich am 9. Oktober 1970 für den Verkehr freigegeben. Zwischen 2011 und 2013 wurde auch die Anzahl der Fahrspuren der östlichen Brücke, die über den Río Babahoyo führt, verdoppelt. In den Jahren nach 2000 wurde die E40 im östlichen Ecuador von einer sehr schlechten Straße zu einer guten Straße modernisiert. Nur der östliche Teil ist noch von weniger guten Qualität.